# Bosnyákovits Károly
Bosnyákovits Károly, Bosnyay (Budapest, 1887. május 27. – Budapest, 1962. december 23.) válogatott labdarúgó, csatár.

## Pályafutása

### Klubcsapatban
A 33 FC csapatában kezdte a labdarúgást. 1905–06-ban egy időre a BTC csapatában szerepelt. 1906-ban visszatért a 33 FC-hez, amelyhez négy évtizeden át hű maradt. 1947-ben hatvanévesen is játszott a budapesti bajnokságban szereplő „Harihárom” csapatában.

### A válogatottban
1906 és 1907 között két alkalommal szerepelt a magyar válogatottban.

## Statisztika

### Mérkőzései a válogatottban
| Magyarország | Magyarország     | Magyarország               | Magyarország | Magyarország | Magyarország | Magyarország | Magyarország | Magyarország |
| #            | Dátum            | Helyszín                   | Hazai        | Eredmény     | Vendég       | Kiírás       | Gólok        | Esemény      |
| ------------ | ---------------- | -------------------------- | ------------ | ------------ | ------------ | ------------ | ------------ | ------------ |
| 1.           | 1906. április 1. | Budapest, Millenáris-pálya | Magyarország | 1 – 1        | Csehország   | barátságos   | -            |              |
| 2.           | 1907. október 6. | Prága, Slavia-stadion      | Csehország   | 5 – 3        | Magyarország | barátságos   | -            |              |
|              | Összesen         |                            |              | 2            | mérkőzés     |              | 0            | gól          |